# Cytoplasma
| Celbiologie |
| De dierlijke cel |
| --- |
| Animal Cell |
| Componenten van een dierlijke cel: 1. Nucleolus 2. Celkern 3. Ribosoom (blauwe puntjes) 4. Vesikel 5. Ruw endoplasmatisch reticulum 6. Golgicomplex 7. Cytoskelet 8. Glad endoplasmatisch reticulum 9. Mitochondrion 10. Vacuole 11. Cytosol 12. Lysosoom 13. Centrosoom 14. Celmembraan |
| Portaal Biologie |

Het cytoplasma is de volledige inhoud van een cel, met uitzondering van de celkern. Het cytoplasma bestaat uit het cytosol (de grondvloeistof), de organellen en alle andere inwendige celcomponenten zoals eiwitten. Het cytoplasma wordt begrensd door een membraan, dat ervoor zorgt dat de levende celinhoud niet naar buiten stroomt. Het cytoplasma bestaat voor ongeveer 80% uit water en is rijk aan eiwitten, koolhydraten, ionen en nucleïnezuren.
Het belangrijkste bestanddeel van het cytoplasma is het cytosol: de waterige grondvloeistof waarin alle cellulaire structuren zijn ingebed. De termen cytosol en cytoplasma worden vaak synoniem gebruikt, maar zijn strikt genomen verschillend. Het cytoplasma omvat bij eukaryoten namelijk ook de organellen, zoals het mitochondrion of de ribosomen.
In het cytoplasma vinden veel verschillende cellulaire processen plaats. Voorbeelden zijn stofwisselingsroutes, zoals de glycolyse, maar ook mechanische processen zoals opbouw van het cytoskelet. Het cytoskelet is een dynamisch netwerk van vezelige eiwitten die de cel stevigheid en beweeglijkheid geeft.
De term cytoplasma werd in 1863 geïntroduceerd door de Duitse anatoom Albert von Kölliker als synoniem voor protoplasma. Pas in 1882 werd de betekenis veranderd op voorstel van Eduard Strasburger. Sindsdien verwijst de term naar het vocht van een cel, exclusief de celkern. In bepaalde gevallen worden ook andere organellen weggelaten, zoals de vacuole of plastiden.

## Bestanddelen

### Cytosol
Het cytosol is de waterige basissubstantie van een cel, het is het gedeelte van het cytoplasma dat zich buiten de organellen bevindt. Het cytosol komt overeen met ongeveer 70% van het totale celvolume, en is een complex mengsel van eiwitten en kleinere, wateroplosbare moleculen (aminozuren, ionen). In het cytosol bevindt zich het cytoskelet: een netwerk van lange filamenten van actine en microtubuli. Ook grotere moleculaire complexen, zoals ribosomen of proteasomen, zijn opgelost in het cytosol. Het binnenste, meer vloeibare deel van het cytoplasma is endoplasma.

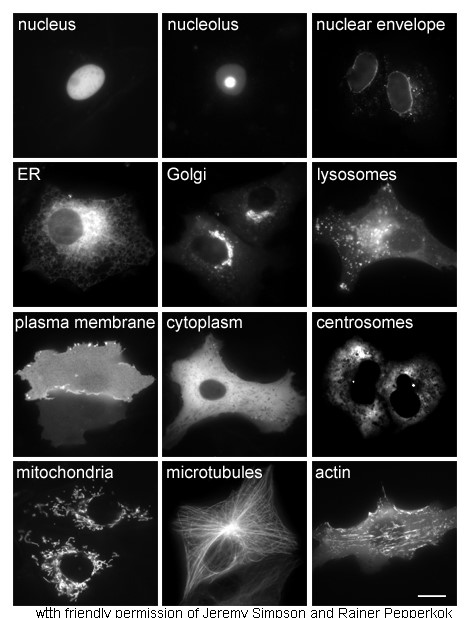
In deze microscopische opnames zijn verschillende cellulaire compartimenten en structuren zichtbaar gemaakt

Omdat het cytosol een enorme concentratie aan opgeloste macromoleculen bevat, gedraagt het cytosol zich niet als een ideale oplossing. Door de hoge hoeveelheid eiwitten en andere grote moleculen ontstaat macromolecular crowding. Dit effect verandert de manier waarop de componenten van het cytosol interacties met elkaar aangaan. Kleine, opgeloste organische moleculen bewegen wel ongeveer even snel door het cytosol als door zuiver water: ruwweg een vijfde van een seconde over 10 micrometer.

### Organellen
Organellen zijn subcellulaire structuren in de cel die specifieke functies vervullen. Een aantal organellen zijn door een membraan omgeven, en hebben hierdoor een eigen inwendig milieu. Voorbeelden van een aantal belangrijke organellen zijn de mitochondriën, het endoplasmatisch reticulum, het golgiapparaat, de vacuolen, lysosomen en in plantaardige cellen de chloroplasten.

### Overige insluitsels
Naast organellen zijn er in veel celtypen ook kleine lichaampjes of insluitsels in het cytoplasma te onderscheiden. Deze lichaampjes kunnen zeer verschillend zijn qua vorm en functie, bijvoorbeeld kleine kristallen van calciumoxalaat of siliciumdioxide, of granules (korrels) van zetmeel of glycogeen. Bijzonder wijdverspreid zijn de kleine, bolvormige druppeltjes van lipiden die in zowel prokaryoten als eukaryoten worden gebruikt om vetzuren en sterolen op te slaan. Lipidedruppeltjes vormen met name in adipocyten (vetcellen) een belangrijk aandeel van het cytoplasma, maar ze komen ook voor in andere celtypen.

## Fysische eigenschappen
De natuurkundige eigenschappen van het cytoplasma in vivo zijn nog niet geheel ontrafeld. De beweging van intracellulaire componenten is afhankelijk van de permeabiliteit van het cytoplasma. Kennis hiervan is onder meer van belang bij signaalprocessen, de manier waarop signaalmoleculen door de cel diffunderen en hun functie vervullen. Hoewel kleine signaalmoleculen zoals calciumionen gemakkelijk diffunderen, hebben grotere moleculen vaak hulp nodig om efficiënt door het cytoplasma te bewegen. Deze onregelmatige dynamiek blijft een belangrijk onderzoeksthema binnen de celbiologie.